# Valgrana
Valgrana là một đô thị tại tỉnh Cuneo trong vùng Piedmont của Italia, vị trí cách khoảng 80 km về phía tây nam của Torino và khoảng 14 km về phía tây bắc của Cuneo. Tại thời điểm ngày 31 tháng 12 năm 2004, đô thị này có dân số 815 người và diện tích là 23,1 km².
Valgrana giáp các đô thị: Bernezzo, Caraglio, Montemale di Cuneo, Monterosso Granavà Rittana.